# Окадзаки

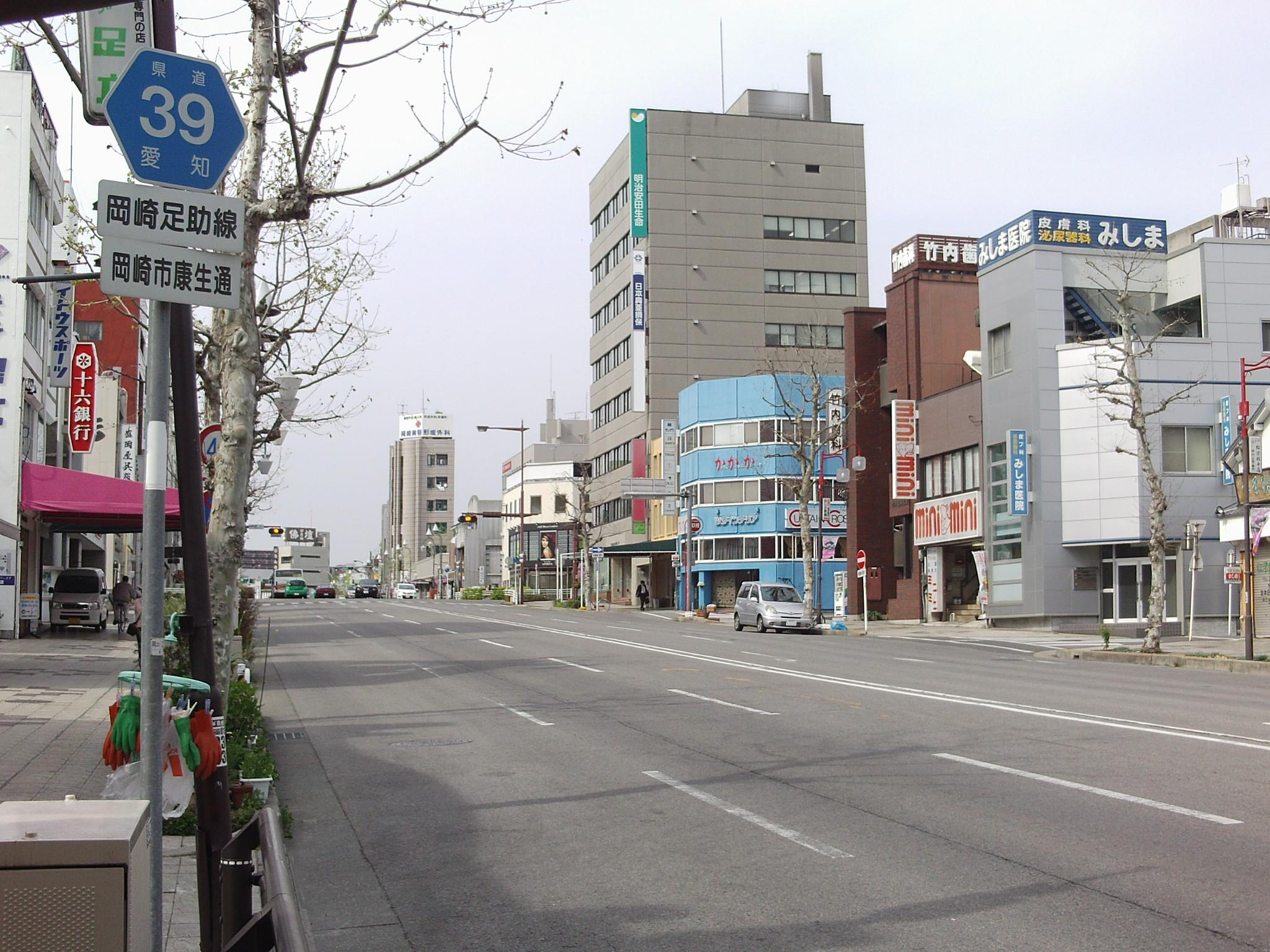
Окадзаки

Окадза́ки (яп. 岡崎市 Окадзаки-си) — центральный город Японии, расположенный в центральной части префектуры Айти. Основан в 1916 году путём предоставления посёлку статуса города. 1 января 2006 года город поглотил посёлок Нуката уезда Нуката. Окадзаки — центр текстильной промышленности.
Площадь города составляет 21,03 км², население — 81 820 человек (1 июня 2014), плотность населения — 3890,63 чел./км².

## Образование
Университеты и колледжи:

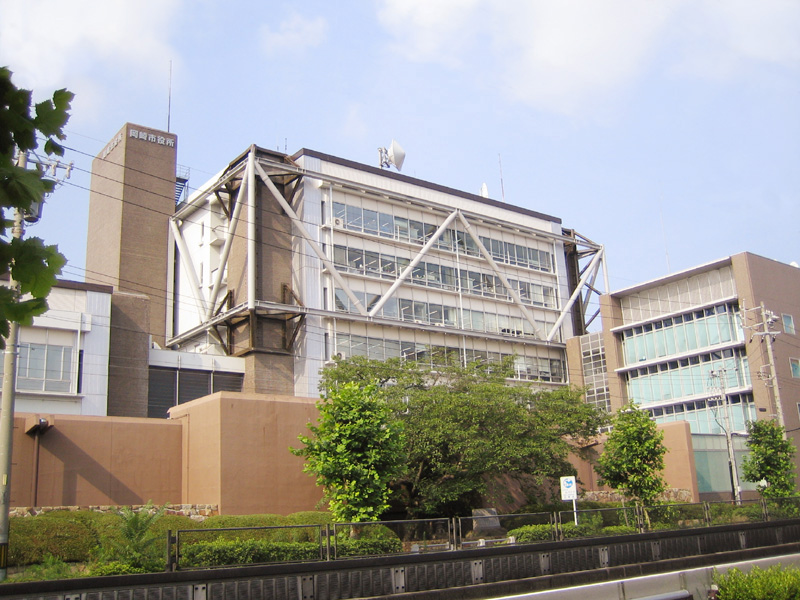
Здание администрации города

- Институт молекулярных наук (яп. 分子科學研究所 бунси кагаку кэнкю:дзё)
- National Institute for Basic Biology (яп. 基礎生物学研究所)
- National Institute for Physiological Sciences (NIPS)
- Aichi Gakusen University (яп. 愛知学泉大学)
- Aichi Gakusen College
- Aichi Sangyo University (яп. 愛知産業大学)
- University of Human Environment
- Okazaki Women's Junior College (яп. 岡崎女子短期大学)

## Породнённые города
Список породнённых городов:
- США: Ньюпорт-Бич (Калифорния)
- Швеция: Уддевалла
- Китай: Хух-Хото (Внутренняя Монголия)